# 독일 연극

## 독일 현대극의 개관

### 독일의 표현주의
과학적으로 자연을 관찰하고 분석하는 자연주의 객관적·수동적인 예술방법에 반대하고 주관적 능동적인 영혼의 외침에 의해 인간의 주체성을 회복하고 만상(萬象)의 본질을 찾으려는 표현주의 운동은 연극에 있어서는 자연스러운 듯한 착각을 주는 종래의 일류전 연극의 테두리를 파괴하는 획기적 운동이었다. 물론 뷔흐너나 스트린드베리와 근대의 반시민적인 베데킨트나 슈테른하임 등에서도 표현주의의 선구자적 경향을 엿볼 수 있으나 1910년경부터 수십년에 걸쳐 독일의 극장에는 젊은 표현주의의 작가들이 속속 등장하였다.
인상주의나 상징주의로 불리는 운동에서 출발하여 빈의 전통을 강하게 나타내는 호프만스탈이나 슈니츨러가 있었던 오스트리아에도 바르, 코코슈카, 발 등에 의해서 표현주의가 시작되었다. 대표적인 표현주의 희곡은 극장의 제약을 무시한 자유로운 장면배열, 절규적인 모놀로그, 기성사회에의 반항, 인류애적인 종교성, 원시적인 도취 등을 그 특징으로 한다. 더욱이 평화주의·반전주의적 경향에서 혁명적·정치적 방향으로도 발전하여(톨러) 내면적성(內面的性)에의 구심(求心)에 의해서 종교적인 표현을 얻는 수도 있다(바를라하). 대표적인 초기작품에는 기성세대의 부정을 단적으로 나타내는 부자대립(父子對立)을 테마로 한 작품도 많다(라인하르트 조르게의 <거지>, 하젠클레버의 <자식>, 브론넨의 <부친살해>). 반전적인 경향을 나타낸 작품으로는 괴링의 <해전(海戰)>, 운루의 <일족(一族)>, 베르펠의 <트로이의 여인> 등이 있다. 기교적인 작품을 쓴 카이저에게서도 표현주의의 영향을 많이 찾아볼 수 있다. 바우하우스에 의한 조형미술가들도 다원의 예술을 일원화한 전체적인 표현주의 연극의 실험을 행하였다.

### 독일의 신즉물주의 이후
일세를 풍미한 표현주의의 연극도 파악하기 힘든 대상이지만, 허무한 도취가 반성되어 보고형식이나 르포르타주를 주제로 한 신즉물주의라 부르는 풍조에 자리를 양보하게 되었다. 1920년대에는 피스카토르가 정치연극을 주창하여 정치를 우선시킨 아지프로극도 등장했다. 이 시기에 등장한 작가는 표현주의와 신즉물주의라는 두 경향의 영향을 받고 있다. 브레히트·추크마이어·볼프 등도 초기작품에는 모두 표현주의의 특징을 지니고 있다. 1920년대에는 그 밖에 프랑크·브루크너·브론넨·란벨·클라우스·호르바트 등이 등장했다.
추크마이어의 <즐거운 포도산(葡萄山)>의 소박한 자연묘사와 삶의 구가(謳歌)는 표현주의적인 경향에 싫증이 난 사람들에게 열렬한 환영을 받았으며, <케페니크의 대위(大尉)>로써 그의 부동의 지위를 확립했다. 브레히트는 20년대에 이미 서사적 연극의 이론을 발표하기 시작하여 종래의 연극을 혁신하려 하였고, 28년에는 <싸구려 오페라>로 획기적인 성공을 거두었다. 그러나 나치스가 정권을 잡게 되자 이에 적극적으로 협력한 표현주의 작가 요스트 등을 제외한 대다수의 재능있는 극작가들은 해외로 망명할 수밖에 없었고, 새로운 연극의 싹은 모두 잘리고 말았다. 브레히트가 예언한 바와 같이 파시즘 연극은 극적 감동을 오용한 것이다. 나치스가 시도한 게르만적 징시필이라고 부르는 공동체극 등은 아무런 예술적인 성과도 올리지 못했다.

### 독일의 전후극계
2차대전 후인 1949년에 동서 독일로 분열된 후부터 부분적으로는 공통적인 시도를 엿볼 수 있었다고는 하나 그들이 지향하는 현대극의 방향은 매우 다른 것이었다. 제2차대전 직후에는 패전의 충격이 너무나도 커서 제1차대전 직후의 표현주의 운동과 같은 활발한 움직임은 전혀 볼 수가 없었고, 겨우 보르헤르트의 <집 밖>이 잃어버린 시대에 대한 고발을 외친 데 그쳤다. 추크마이어가 <악마의 장군>을 거느리고 망명에서 돌아왔으며 그 후에 여러 작품을 발표했으나 전체적으로는 독일극계가 대공백시대를 맞이하게 되었으며 외국극으로 겨우 그 명맥을 유지하는 실정이었다. 오히려 이 시기에 등장한 스위스의 두 작가 프리쉬와 뒤렌마트가 이 공백을 메웠다.

### 브레히트와 동독의 연극
1949년 브레히트가 동베를린으로 넘어간 후에, 망명 중의 작품을 차례로 발표하여 세계적인 주목을 끌게 되었다. 이화효과(異化效果) 등의 새로운 기법으로 극장을 인식의 터전으로 삼으려는 그의 서사적 연극은 동독에서 교조(敎條)로 삼고 있었던 사회주의 리얼리즘(실은 낡고 감정적인 연극을 모태로 한) 신봉자들과 대결을 하였고 그의 시도를 변증법의 연극에까지 발전시키는 도상에서 세상을 떠났다.
동독에서 브레히트의 영향을 받고 출발한 젊은 작가로는 학스를 비롯한 슈트리트마터, 바이에르, 뮐러 등을 들 수 있으며, 볼프가 지도한 사회주의 리얼리즘의 선(線)에 충실한 작가는 치너, 쿠버, 자트코프스키, 푸파이퍼, 하우저 등으로 직장작가(職場作家)의 공식적인 작품이 우대를 받고 있다.

### 서독의 연극
브레히트는 서독에서도 젊은 작가들의 큰 지표와 자극이 되었으나 사회의 변혁을 지향하고 '오늘의 세계를 연극으로 재현하는' 사회적인 자세뿐만 아니라 예술적인 시도도 크게 강조되었다. 물론 전후에 수입된 부조리 연극의 영향도 무시할 수 없다(힐데스하이머, 하이, 그라스 등). 대체로 낡은 감동적 연극이 이미 관객의 마음을 사로잡을 수 없게 되었다는 경향은 <차가운 빛> 이후 추크마이어의 부진을 보아도 알 수가 있다.
이 밖에 1950년대부터 60년대에 걸쳐서 서독에서는 아르젠, 즈르바노스, 아스모디, 비트링거, 히르비에, 뷴셰, 미헤르젠, 렌츠, 헤커, 만스페르트, 발트만, 마이어멜스 등이 등장했으나 뒤렌마트의 <귀부인 고향으로 돌아오다>나 프리슈의 <안도라>에 미칠 만한 작품은 낳지 못하였다.
1963-1964년에 호흐후트의 <신(神)의 대리인>, 키프하르트의 <오펜하이머의 사건>, 바이스의 <마라의 박해와 암살> 등이 등장하면서부터 독일극은 또다시 국제적인 주목을 끌게 되었다. 그라스는 동서 독일의 분열에 메스를 댄 <천민(賤民)의 폭동연습>을 쓰고, 발저는 브레히트의 한계와 그의 극복을 탐구하면서 일련의 사회적인 희곡을 발표했다. 이들 작품은 모두 액추얼한 작가의 자세를 나타내고 있는데, 한편 프리슈나 뒤렌마트는 희곡의 사회적인 유효성에 관한 의문이 브레히트 비판이라는 형태로 나타났고, 반대로 바이스는 명확한 정치적 코미트의 자세를 분명히 했다. 가장 젊은 세대로는 서독의 슈펠, 랑게 등이 기대된다.

### 오스트리아의 작가들
오스트리아에서는 전통적인 작극술을 밟은 호흐발더가 장로(長老)인 메르, 쵸콜의 뒤를 이어 전후에 등장하였으며, 이어 프우바아레크, 츠자네크, 큐넬트, 베티, 라팔트 등이 활약했다. 도발적인 <관객을 욕한다>의 작가 한트케는 비트적인 신풍(新風)으로 독일에도 진출했다.

## 독일의 연출가·배우

### 연극의 혁신과 전전의 연출가
거장 라인하르트는 표현주의의 도래를 미리 짐작, 자기 극장의 범위 안에서 이미 10년대에 몇 개의 표현주의극 <거지> <아들> <해전> 등을 상연했으나, 종래의 환상적인 극장 테두리를 완전히 파괴하는 급진적인 운동에는 참가하지 않았다. 초기의 운동체로는 뮌헨 예술좌(藝術座)의 양식무대(樣式舞臺), 빈에서의 발, 코코시카의 큐리오즘, 베를린 슈트름 무대(바덴), 정치적인 트리뷰네(칼하인츠 마르틴) 등이 있다.

### 바우하우스의 실험극
모홀리 나기, 슐레머, 칸딘스키 등이 조형미술이나 조명기술 등 무대의 종합을 시도했다.

### 독일의 전후연출가
서독에서는 세대교체기에 해당되며, 서베를린의 발로크, 뒤셀도르프의 슈톨크스를 제외하고는 함부르크에는 오스카 플리츠슈가, 뮌헨 소극장에서는 에버딩이 총감독으로 취임하고, 프랑크푸르트의 부크비츠도 은퇴했다. 다름슈타트를 일류 연극도시로 만들어 낸 젤너는 60년 이래 서 베를린의 독일 오페라로 옮겨 앉았다. 그의 연출은 현대적인 고대양식이라고 할 수 있다.
서독의 중견 연출가로서는 브레히트 문하생이었던 파아리츄가 슈투트가르트에서 브레히트 연출의 선을 발전시켜 가장 급진적인 자세를 보이고 있으며, 브레멘에서는 쇼크의 효과를 강조하는 차데크가 가끔 이벤트를 일으키고 있다. 피스카토르는 죽기 수년 전에 서베를린의 민중무대로 복귀하여 호흐후트, 키프하르트 등의 발견으로 마지막 생애를 장식했다.
동독에서는 브레히트가 귀환해서 그의 아내인 여우 헬레네 바이겔을 중심으로 베를리너 앙상블을 형성하여 분위기적인 것을 거부하고 극장을 실시교시(實施敎示)에 의한 관객을 인식의 터전으로 하는 그의 연극 이념에 의해 많은 후계자를 육성했다. 예부터 브레히트의 협력자였던 엥겔이 1965년에 세상을 떠났기 때문에 현재는 베크웰트(1929- )에 기대를 걸고 있다. 같은 베를린의 독일좌는 오랫동안 랑그호프가 감독이었으나, 그가 없어진 후에는 브레히트에게 배운 벳슨이 전통있는 이 극장을 혁신했다. 스타니슬라프스키 시스템은 라이프치히를 근거지로 하여 브레히트의 생전에는 이와 대립하는 교조적인 역할도 하였으나, 현재의 동독에서는 브레히트 이론과 통일시키려는 경향이 보이고 있다.
오페라에서는 서독의 바그너 형제와 대조적인 방향을 보이는 펠젠슈타인이 극에 포인트를 두는 새 연출로 저명하다. 스위스는 나치스 시대에 유일한 독일어권(圈)의 자유로운 극장으로서 망명작가의 작품상연도 행하였으나 이는 릴트벨크, 웰타린 등의 연출가의 공적이라고 할 수 있다.

### 독일의 전전명우
라인하르트 시대의 명우라고도 할 수 있는 모이시, 아이졸트, 폰 빈터시타인, 슈타인리에츠크, 하르트만, 에카스벨크, 야닝스, 베르너 크라우스, 알베르트 바서만, 팔렌베르크, 티라, 도류, 실트 크라우트, 베게너, 아이벤슈츠, 파가이, 테이미히 일족(헬레네, 헤르만, 한스) 중에서 전후까지 활약한 사람과 현존하고 있는 사람이 있다. 예를 들어 나치스 시대에도 피스카토르를 도운 도류나 티미히, 하인리히 게오르게처럼 전의 정치극 투사가 받아들여진 경우도 있으나 망명한 배우도 많다. 붓슈나 페터 로레, 유태계의 에른스트 도이치 등이 그러하다.

### 독일의 현대명우
현재의 명우로는 여배우로 바이겔, 기제, 케르너, 베셀리, 하타이어, 흐리켄실트, 돌슈 등이 있고, 남배우로는 핫세, 링겐, 헬비거, 데 코버, 류만, 보와, 만케, 긴스베르크, 플레르힝거 등이 있으며, 중견 신진 여배우로는 우이머, 골빈, 셀, 코티언, 팔머, 엘자 바그너, 핑크, 슈타인, 레니아가 다시 왔다고도 하는 기젤라 마이, 풀비츠, 호프, 라이헬, 또한 남우로는 브레히트계의 카이저, 샬, 타아테, 서독의 슈뢰더, 셀로, 볼헬트, 크바트프리크, 차이틀러, 헬트, 빈의 마인라트 크바트링거 등을 들 수 있다.

### 독일 무대미술의 명장
무대미술에서 스펙터클적인 라인하르트 시대에는 오리크, 슈테른멘첼, 스레포크트 등이 유명했다. 정치연극의 협력자 트라우고트 뮐러가 기성(旣成)의 장치를 파괴하러 나선 것은 특징적인 일이다. 브레히트의 협력자 카스퍼 넬이나 테오 오토가 전후에 이르기까지 많은 업적을 남겼다. 표현주의 이후로는, 자연묘사의 장치는 표상적인 경우에 있어서나 새로운 리얼리즘을 지향하는 연극에 있어서나 거의 자취를 감추고 있다. 가장 극단적인 대립은 추상적인 장치와 조명에 의해 분위기적인 연극공간을 만드는 바이로이트풍 방식과 브레히트가 제창한 새로운 조명 밑에서 배우가 '나타내는' 연기를 보완하는 부분적으로 리얼한 무대간의 대립이다.

## 참고 자료
- 이 문서에는 다음커뮤니케이션(현 카카오)에서 GFDL 또는 CC-SA 라이선스로 배포한 글로벌 세계대백과사전의 내용을 기초로 작성된 글이 포함되어 있습니다.